# Wassermühle Dargun

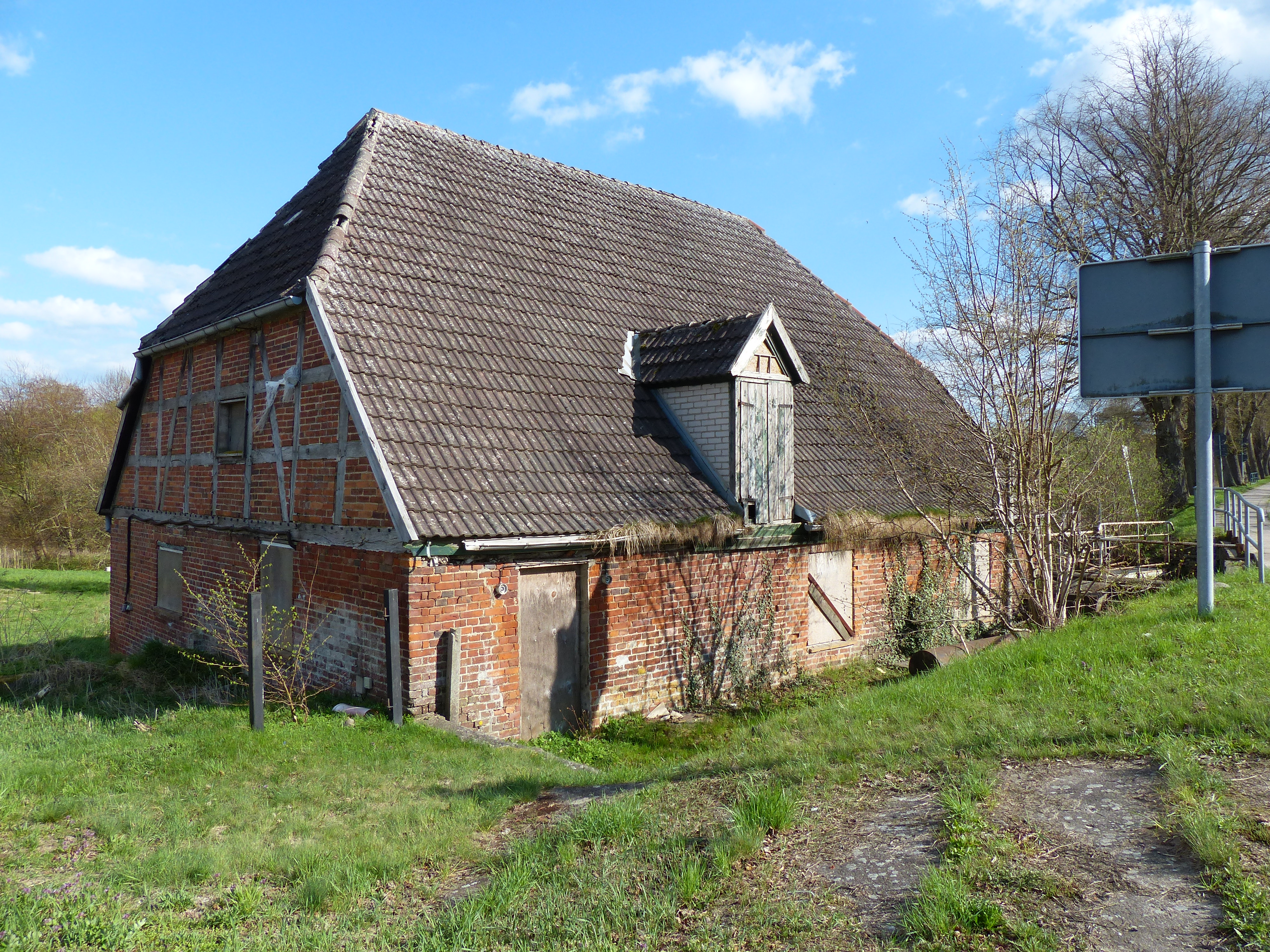

Die Wassermühle Dargun in Dargun (Mecklenburg-Vorpommern) steht am Klosterdamm an der Landstraße 20, die nach Neukalen führt, und bei der Schloßstraße Nr. 74.
Das technische Gebäude steht unter Denkmalschutz.

## Geschichte

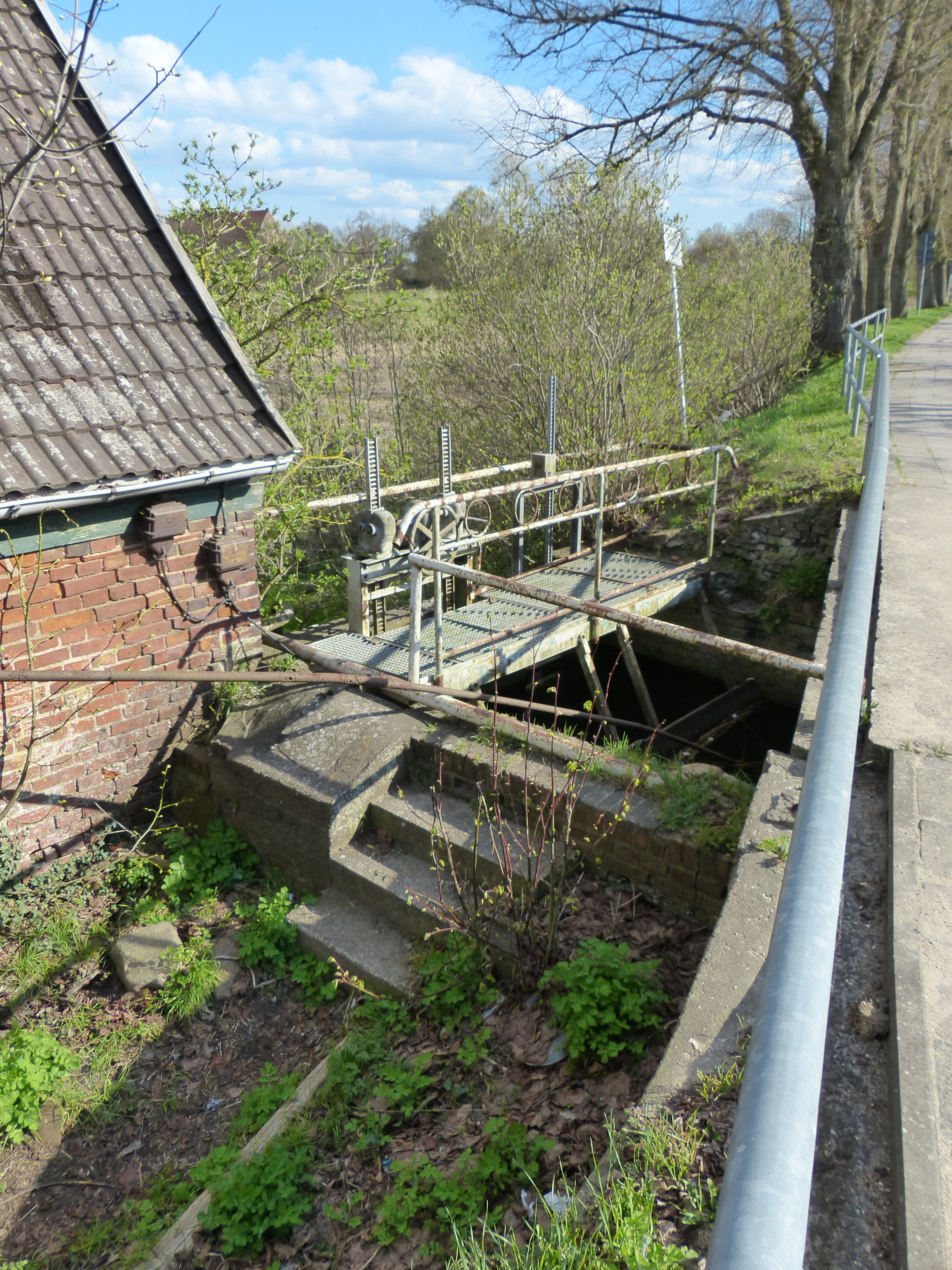
Klosterdamm und Mühlenwehr

Dargun, mit 4329 Einwohnern (2019), entstand im Mittelalter beim Dorf Röcknitz, das 1216 erstmals erwähnt wurde.
Erste Hinweise auf zwei zum  Zisterzienserkloster Dargun gehörende Wassermühlen datieren aus dem Gründungsjahr des Klosters 1173.
Im 13. Jahrhundert wurde die heutige Obermühle von den Zisterziensermönchen am Röcknitzbach kurz vor dem Klostersee gebaut. Sie  wurde von einem ungewöhnlich großen, oberschlächtigen Wasserrad angetrieben. Bei dem eingeschossigen Bauwerk mit einem Krüppelwalmdach erfolgten im 18. und 19. Jahrhundert umfangreiche Umbauten, die das Haus stark veränderten. Die Mühle war bis in die 1950er Jahre in Betrieb und wurde anschließend als Fischzuchtbetrieb und ab 1976 bis in die 1990er Jahre als Jugendclub genutzt. Die technische Ausstattung und das Mühlrad sind nicht mehr vorhanden.